# Bledius susae
Bledius susae är en skalbaggsart som beskrevs av Herman 1983. Bledius susae ingår i släktet Bledius och familjen kortvingar. Inga underarter finns listade i Catalogue of Life.